# Hippopsis pallida
Hippopsis pallida es una especie de escarabajo longicornio del género Hippopsis, tribu Agapanthiini, subfamilia Lamiinae. Fue descrita científicamente por Carvalho en 1981.

## Descripción
Mide 8,4-12,4 milímetros de longitud.

## Distribución
Se distribuye por Argentina.